# روب وايليرت
روب وايليرت (بالهولندية: Rob Wielaert)‏ (29 ديسمبر 1978 في هولندا - ) هو لاعب كرة قدم هولندي في مركز الدفاع. لعب مع أياكس أمستردام وإن إي سي نيميخن وتفينتي أنشخيدة ودين بوستش ورودا ياي سي ونادي آيندهوفن. آخر مشاركاته كانت مع نادي ملبورن سيتي في 2013-2015.

## روابط خارجية
- روب وايليرت على موقع قاعدة بيانات كرة القدم.إي يو (الإنجليزية)
- روب وايليرت على موقع Soccerway.com (الإنجليزية)
- روب وايليرت على موقع عالم كرة القدم.نت (الإنجليزية)